# Laguna de la Zaida
La laguna de la Zaida (del árabe "la que crece") es una laguna de la cuenca endorreica de Gallocanta que recoge el agua captada en el entorno de Used. Ocupa un área aproximadamente rectangular de 1300 por 1350 metros y, a diferencia de otras lagunas endorreicas es de agua dulce.
Recoge el agua que desciende desde la vecina Sierra de Santa Cruz que como el resto del complejo regional no llegan por la orografía a desembocar en la cuenca del Ebro. Las aguas de esta subcuenca están controladas por la "Parada", una obra hidráulica construida en el siglo XVI gracias a una donación benéfica y gestionada por el ayuntamiento local. Desde entonces se alterna bianualmente su recarga con el uso del agua para riego en la Acequia Nueva de la localidad en lo que se ha convertido en una tradición local. Se propuso su desecación en 1789 junto a la vecina y más grande laguna de Gallocanta.
Como humedal es un refugio de vida silvestre, calificado de "interesantísima comunidad de hábitats esteparios" en el Plan Hidrológico del Ebro. Esto se debe a la no salinidad del agua que hace que, a diferencia de la vecina salina laguna de Gallocanta, haya insectos locales. La laguna es asimismo hogar una rica población de crustáceos de agua dulce y de Cyzicus tetracerus. La presencia de estos invertebrados convierte a la laguna en un foco de aves insectívoras como el fumarel cariblanco, la pagaza piconegra, zampullines chicos, patos y aves limícolas.  Además de los pájaros insectívoros, se puede ver en el entorno aves compartidas con la vecina Reserva natural dirigida de la Laguna de Gallocanta como la grulla común. 